# Heinrich von Ferstel
Heinrich Freiherr von Ferstel (Beč, 7. srpnja 1828. – Beč, 14. srpnja 1883.), austrijski arhitekt. Sin Ignaza Ferstela, višeg bankovnog službenika iz Praga smatra se istaknutim predstavnikom historicizma.

## Radovi
- Votivkirche u Beču, nacrt: 1855., vrijeme gradnje: 1856. – 1879.
- zgrada banke i burze u Freyungu (danas Palais Ferstel) u Beču, 1860.
- Muzej za umjetnost i industriju (danas Muzej primijenjenih umjetnosti) s pridruženom visokom školom u Beču, 1871.
- Škola za umjetnost i obrt (danas Sveučilište primijenjenih umjetnosti u Beču) u Beču, 1877.
- evangeličko-augsburška crkva u Bielsko-Białi, dogradnja 1881. – 1882.
- palača Austrijskog Lloyda (Palazzo del Lloyd Austriaco, Lloydpalast) u Trstu, 1883.
- glavna zgrada Sveučilišta u Beču, 1883.

Osim toga izgradio je mnoge palače i vile.

## Vanjske poveznice
|  | Zajednički poslužitelj ima još gradiva o temi baron Heinrich von Ferstel |